# 88 قصيدة
88 قصيدة (بالإنجليزية: 88 Poems)‏ مجموعة شعرية من تأليف الكاتب الأمريكي إرنست همنغواي. نُشِرت المجموعة في 1979، وتضمَّنت عدد من القصائد التي نشرها همنغواي سابقاً في مجلات أمريكية، إضافة إلى القصائد المُضمَّنة في "ثلاث قصص وعشر قصائد"، وتضمَّنت أيضاً 47 قصيدةً لم تُنشر من قبل، عُثر عليها في مجموعات شخصيَّة بين أعمال همنغواي المخطوطة في مكتبة كينيدي.